# Din för i kväll
Din för i kväll (engelska: Love Me Tonight) är en amerikansk musikalisk komedifilm från 1932 i regi av Rouben Mamoulian. I huvudrollerna ses 
Maurice Chevalier, Jeanette MacDonald, Charles Ruggles, Charles Butterworth och Myrna Loy.

## Rollista
- Maurice Chevalier - Maurice Courtelin, även Baron Courtelin
- Jeanette MacDonald - Prinsessan Jeanette
- Charles Ruggles - Vicomte Gilbert de Varèze
- Charles Butterworth - Greve de Savignac
- Myrna Loy - Grevinnan Valentine
- C. Aubrey Smith - Hertig d'Artelines
- Elizabeth Patterson - tant nr 1
- Ethel Griffies - tant nr 2
- Blanche Friderici - tant nr 3
- Joseph Cawthorn - Dr. Armand de Fontinac
- Robert Greig - Major Domo Flammand
- Bert Roach - Emile

## Musik i filmen
- That's the Song of Paree
- Isn't It Romantic?
- Lover
- Mimi
- A Woman Needs Something Like That
- The Poor Apache
- Love Me Tonight
- The Son of a Gun Is Nothing But a Tailor